# Заводское (Черниговская область)
Заводское (укр. Заводське) — село в Репкинском районе Черниговской области Украины. Население 97 человек. Занимает площадь 0,29 км². Село расположено на правом берегу реки Сухой Вир при впадении ручья.
Код КОАТУУ: 7424486803. Почтовый индекс: 15030. Телефонный код: +380 4641.

## История
Заводское было основано в 1936 году. По данным на 1986 год население посёлка Заводское составляло 160 человек. Согласно решению Черниговского областного совета №20-21 (с. 1732) от 28 марта 2014 года посёлок Заводское был отнесён к категории сёл.

## Власть
Орган местного самоуправления — Олешнянский сельский совет. Почтовый адрес: 15043, Черниговская обл., Репкинский р-н, с. Олешня, ул. Трудовая, 34. Тел.: +380 (4641) 4-61-88; факс: 4-61-88.